# Roch Bolduc
Pour les articles homonymes, voir Bolduc.
Roch Bolduc, né le 10 septembre 1928 à Saint-Raphaël, au Québec, est un avocat, haut fonctionnaire et sénateur québécois. 

## Biographie
Bachelier ès arts, licencié en droit de l'Université Laval et admis au Barreau du Québec en 1952, il poursuit des études postgraduées en administration publique à l'université de Chicago en 1952-1953.
Roch Bolduc occupe plusieurs postes dans la fonction publique québécoise. Il enseigne aussi l'administration publique dans différentes universités québécoises dont l'Université de Montréal, l'Université Laval et l'Université Concordia. Il est également administrateur de la Société Radio-Canada et de la Capitale, compagnie d'assurances. Il est nommé sénateur par le premier ministre du Canada, Brian Mulroney, en 1988. En cette capacité, il devient membre du Comité des affaires étrangères du Sénat et du Comité des finances nationales.

« Modèle de l'honnête homme du XXe siècle, version nord-américaine, Roch Bolduc a été l'un des artisans de la Révolution tranquille. C'est lui qui a bâti la fonction publique québécoise moderne. »

En 2012, à l'âge de 84 ans, Roch Bolduc publie son autobiographie : Le Mandarin de l'ombre.,,.
Le fonds d’archives Roch Bolduc est conservé au centre d’archives de Québec de Bibliothèque et Archives nationales du Québec.

## Honneurs
- 1980 - Récipiendaire de la Médaille Vanier[7]
- 1984 -  Officier de l'Ordre du Canada[8]
- 1998 -  Chevalier de l'Ordre national du Québec[9]